# こだま和文
こだま和文（こだまかずふみ、1955年1月29日 - ）は、福井県福井市出身のトランペット奏者である。本名：小玉 和文。日本初となるライブダブバンド・MUTE BEAT、ソロ、KODAMA AND THE DUB STATION BANDなどで活動。その他、他アーティストのプロデュースなども手がけている。

## 来歴

### MUTE BEAT以前
1973年、高校卒業後に上京。3歳年上の地元の先輩、川上シゲの協力もあり、セッションマンとしてバンド活動を開始。元ザ・ダイナマイツの瀬川洋率いるクレイジーホースに加入。
1974年、川上シゲが在籍していたカルメン・マキ&OZのシングル『空へ』のB面「嘆きのチャールストン」のレコーディングに参加。
1975年、絵画を勉強するために、音楽活動を停止。武蔵野美術学園に入学。1977年、同校絵画科を修了。画家を志す。
1978年、武蔵野美術大学短期大学部の事務局に臨時職員として勤務。1980年に退職。
1981年、アートディレクター横山忠正率いるパンク・ジャズ・バンド、ザ・スポイルに加入。同年、ザ・スポイルのサポート・ベーシスト松元隆乃が中心となって活動していたバンド、ルード・フラワーに加入。

### MUTE BEAT
（＊MUTE BEATの来歴は項目を参照）
1982年9月、松元隆乃（ベース）、星浩明（トロンボーン）、屋敷豪太（ドラムス ）の元ルード・フラワー、元ザ・スポイルのメンバーと共にMUTE BEATを結成。桑原茂一が原宿に作ったクラブ「ピテカントロプス・エレクトス」を拠点にライブを行い、当時ピテカントロプス・エレクトロスのアシスタント・ミキサーだった宮崎泉（Dub Master X）が加入して、ライブ・ダブバンドとしてのスタイルを確立。同年、MUTE BEATの活動と並行して、ザ・スポイルのアルバム『Day And Night 昼と夜のように』のレコーディングに参加。
1984年、画家池田満寿夫と共にペインティング・ミュージックというコンセプトのもと、コラボレーション・アルバム『an endless』をリリース。
1990年、MUTE BEATを脱退（数ヶ月後、バンドは解散となる）。同年、自伝的小説「ブルービート・メロディ」を「レゲエマガジン」に連載。

### ソロ、 KODAMA & GOTAほか
1991年、フィッシュマンズの1st.アルバム『Chappie, Don't Cry』をプロデュース。
1992年、CHIEKO BEAUTYの1st.アルバム『BEAUTY'S ROCK STEADY』をプロデュース。10月、1st.ソロ・アルバム『QUIET REGGAE』をリリース。
1993年12月、初の著書『スティル エコー（静かな響き）』を出版。
1994年11月、東映映画『集団左遷 オリジナル・サウンドトラック〜小玉和文の映画音楽〜』をリリース。
1996年10月、屋敷豪太との共演アルバム『SOMETHING』をリリース。12月、同リミックス・アルバム『SOMETHING〜 REMIX』をリリース。同月、2冊目の著書『ノート・その日その日』を出版。
1998年、ROCKING TIMEの1st.アルバム『ロックステディ』をプロデュース。
1999年9月、約7年ぶりのソロ・アルバム『Requiem DUB』リリース。
2000年7月、フジロックフェスティバルを皮きりに、自らのユニット “DUB STATION”（こだま、DJ、ダブ・エンジニア）にてライブ活動をスタート。9月、ソロ・アルバム『STARS』をリリース（UAがゲスト参加）。
2001年3月、LITTLE TEMPOの土生"TICO"剛、DRY&HEAVYの内田直之と、イレギュラーなダブ・ユニット“KTU”を結成。シングル『What's 8appen?』をリリース。9月、鈴木清順監督映画『ピストルオペラ オリジナル・サウンドトラック』をリリース（EGO-WRAPPIN'とのコラボレーション・アルバム）。12月、ソロ・アルバム『NAZO』リリース。
2002年9月、ソロのベスト/レアトラックス・アルバム『1982/2002』リリース（初回限定盤のみDVD付）。
2003年8月、ソロ・アルバム『A SILENT PRAYER』をSPEEDSTAR RECORDSよりリリース。

### KODAMA AND THE DUB STATION BAND（第1期）
2005年7月、1999年の新宿LIQUIDROOMで開催された「こだま和文 & His friends」の為に結成され、本来は一夜限りの企画だったリハーサル音源を、KODAMA AND THE DUB STATION BAND名義で、約10年ぶりのバンド音源アルバム『IN THE STUDIO』としてリリース。
2006年、前年のアルバム発売に伴い活動を開始したAKIHIRO（ギター：DREAMLETS、川上つよしと彼のムードメイカーズ、Matt Sounds）、コウチ（ベース：やっほー!バンド、What's Love?）、北村哲（キーボード：やっほー!バンド）、増田修（ドラムス：やっほー!バンド）、こだまによるKODAMA AND THE DUB STATION BAND（第1期）として、カバー曲を中心としたアルバム『MORE』（DVD付）をリリース。しかし、所属レーベルの消滅により、バンドは活動休止を余儀なくされる。
2010年4月、3冊目の著書『空をあおいで』を出版。
2014年8月、4冊目の著書『いつの日かダブトランペッターと呼ばれるようになった』を出版。

### KODAMA AND THE DUB STATION BAND（第2期）
2015年12月、長い沈黙の後、KODAMA AND THE DUB STATION BAND（第2期）として活動再開。メンバーは、こだま、HAKASE-SUN（キーボード：フィッシュマンズ、LITTLE TEMPO、川上つよしと彼のムードメイカーズ、OKI DUB AINU BAND）、森俊也（ドラムス：ROCKING TIME、DREAMLETS、Matt Sounds）、コウチ、AKIHIRO。
2018年3月、映画「ひまわり」のテーマ曲カバーを含むミニ・アルバム『ひまわり HIMAWARI-DUB』をリリース。同年冬、元ZELDAのサヨコの長女であるARIWA （トロンボーン、ボーカル：ASOUND）が加入。
2019年11月、KODAMA AND THE DUB STATION BAND初のオリジナル・アルバム『かすかな きぼう』をリリース。
2021年6月、こだまヴォーカルによるJAGATARAのカバーを収録した12インチシングル『もうがまんできない』をリリース。
2022年9月、こだまとダブ・ユニットUndefinedの共演アルバム『2 YEARS / 2 YEARS IN SILENCE』をリリース。
2023年10月、カバー・アルバム『COVER曲集 ♪ともしび♪』をリリース（ボブ・マーリー、ヘンリー・マンシーニ、リコ・ロドリゲス、キャロル・キング、JAGATARAなどをカバー）。

## ディスコグラフィー
※MUTE BEATでの作品は項目を参照

### ソロ
アルバム
- QUIET REGGAE（1992年10月21日）CD、1st.ソロ・アルバム
- 集団左遷 オリジナル・サウンドトラック〜小玉和文の映画音楽〜（1994年11月2日）CD
- Dread Beat In Tokyo（1996年5月19日）CD、「集団左遷 オリジナル・サウンドトラック」の題名を変えた再発盤
- Requiem DUB（1999年9月22日）CD、「Kazufumi Kodama A.K.A. 'Echo' From Dub Station」名義
- STARS（2000年9月21日）CD/2LP、「Kazufumi Kodama A.K.A. 'Echo' From Dub Station」名義
- ピストルオペラ オリジナル・サウンドトラック（2001年9月19日）CD、「Kazufumi Kodama A.K.A. 'Echo' From Dub Station」名義、EGO-WRAPPIN'とのコラボレーション・アルバム
- NAZO（2001年12月19日）CD/2LP、「Kodama (Echo) From Dub Station」名義
- Return of The Dread Beat（熱風の街）（2002年1月26日）CD、「集団左遷 オリジナル・サウンドトラック」の題名を変えた再々発盤
- 1982/2002（2002年9月19日）ベストアルバム、CD(初回限定盤のみDVD付）、「Kodama (Echo) From Dub Station」名義
- A SILENT PRAYER（2003年8月20日）CD/2LP、「Kodama (Echo) From Dub Station」名義

シングル
- ビー・マイ・ベイビー（1994年）7インチEP
- Requiem Dub I（1999年9月22日）12インチEP、「Kazufumi Kodama A.K.A. 'Echo' From Dub Station」名義
- Requiem Dub Ⅱ（1999年9月22日）12インチEP、「Kazufumi Kodama A.K.A. 'Echo' From Dub Station」名義
- Requiem Dub Ⅲ（1999年9月22日）12インチEP、「Kazufumi Kodama A.K.A. 'Echo' From Dub Station」名義
- FUNKY PLANET（2000年7月26日）12インチEP/マキシシングルCD、「Kazufumi Kodama A.K.A. 'Echo' From Dub Station」名義
- DUB CLIMAX（2002年3月5日）12インチEP、「Kodama (Echo) From Dub Station」名義

### KODAMA AND THE DUB STATION BAND
アルバム
- IN THE STUDIO（2005年7月6日）CD/2LP、1999年の新宿LIQUIDROOMでのリハーサル音源を収録したアルバム
- MORE（2006年7月5日）CD＋DVD、カバー曲を中心としたアルバム
- ひまわり HIMAWARI-DUB（2018年3月21日）CD、ミニ・アルバム
- かすかな きぼう（2019年11月20日）CD/LP、1st.オリジナル・アルバム
- COVER曲集 ♪ともしび♪（2023年10月4日）CD、カバー・アルバム

シングル
- 朝日のあたる家（2005年8月4日）10インチEP
- MORE（2006年11月7日）10インチEP
- ひまわり HIMAWARI-DUB（2016年10月15日）12インチEP
- もうがまんできない / STRAIGHT TO DUB (DUB VERSION)（2021年6月16日）12インチEP、A面はJAGATARAのカバー
- かすかな きぼう / かすかな きぼう (DUB VERSION)（2022年4月13日）7インチEP
- Is This Love（2024年10月16日）7インチEP、ボブ・マーリーのカバー
- You've Got A Friend（2024年10月16日）7インチEP、キャロル・キングのカバー

### KODAMA & GOTA
屋敷豪太との共演作
アルバム
- SOMETHING（1996年10月21日）CD、
- SOMETHING〜 REMIX（1996年12月12日）CD、リミックス盤
- KODAMA & GOTA LIVE（2002年9月19日）CD、ライブアルバム

シングル
- Natural Mystic（1996年）12インチEP、イギリスのレーベルから発売
- I DON'T WANT THIS LOVE TO END（1996年12月11日）マキシシングルCD、屋敷豪太との共演にジャネット・ケイがゲスト参加、「KODAMA & GOTA FEATURING JANET KAY」名義

### その他
アルバム
- an endless（1984年）LP、池田満寿夫との共演作、「池田満寿夫と小玉和文」名義
- 2 Years / 2 Years in Silence（2022年9月21日）CD/LP、「KAZUFUMI KODAMA & UNDEFINED」名義

シングル
- What's 8appen?（2001年3月23日）12インチEP/マキシシングルCD、LITTLE TEMPOの土生"TICO"剛、DRY&HEAVYの内田直之とのダブ・ユニット、「KTU」名義
- New Culture Days（2018年4月30日）10インチEP、「KAZUFUMI KODAMA & UNDEFINED」名義
- Cafe À La Dub（2021年12月18日）7インチEP、「こだま和文 & HAKASE-SUN」名義

### 主な参加作品
- ザ・スポイル「Day And Night 昼と夜のように」（1982年）
- キミドリ「オ・ワ・ラ・ナ・イ~OH,WHAT A NIGHT!」（1996年1月17日）
  - 4.なんてキミドリだ今日
- Port of Notes「Salavah」（2000年5月31日）
  - 1.さらば
- What's Love?「温故知新」（2003年3月5日）
  - 11.知床旅情<What's Love?+畠山美由紀&こだま和文>
- UA「Nephews」（2005年10月26日）
  - 4.月光ワルツ（こだま和文 meets UA）
- bonobos「GOLDEN DAYS」（2005年11月23日）
  - 5.メルトダウン

### 書籍
- スティル エコー（静かな響き）（1993年12月）廣済堂出版
- ノート・その日 その日（1996年10月）ディスクユニオン
- 空をあおいで（2010年4月）K&Bパブリッシャーズ
- いつの日かダブトランペッターと呼ばれるようになった（2014年8月）東京キララ社

## プロデュース
- フィッシュマンズ…1stアルバム『Chappie, Don't Cry』（1991年）
- CHIEKO BEAUTY…1stアルバム『BEAUTY'S ROCK STEADY』（1992年）
- ROCKING TIME…1stアルバム『ロックステディ』（1998年）